# Las Tres Villas
Las Tres Villas este o municipalitate din provincia Almería, Andaluzia, Spania cu o populație de 588 locuitori.